# 雷霆喷射手
雷霆喷射手（德語：Feuer, Eis und Dynamit）也译为冰与火、雪岭飞鹰，是1990年一部德国喜剧电影，由小维利·伯格纳（Willy Bogner, Jr.）编剧并执导，罗杰·摩尔主演。本片是1986年小维利·伯格纳执导的影片冰与火的续集。